# Hyetussa complicata
Espèce
Synonymes
- Bredana complicata Gertsch, 1936

Hyetussa complicata est une espèce d'araignées aranéomorphes de la famille des Salticidae.

## Distribution
Cette espèce est endémique du Texas aux États-Unis,.

## Description
Le mâle holotype mesure 3,08 mm et la femelle paratype 3,70 mm.

## Publication originale
- Gertsch, 1936 : Further diagnoses of new American spiders. American Museum novitates, no 852, p. 1-27 (texte intégral).